# Talal Aklan
Talal Aklan (arabe : طلال عقلان) est un homme d'État yéménite, membre du Comité révolutionnaire et Premier ministre par intérim du gouvernement houthi, en 2016.

## Biographie
Il est membre du Comité révolutionnaire.
Membre du Parti socialiste yéménite, son mandat de Premier ministre par intérim, débute en mars 2016.
Il dirige aussi le bureau des directeurs des investissements du régime houthi.
Il est ensuite ministre des Assurances de 2016 à 2021.
Il dirige ensuite l'Unité technique de la vision nationale, puis devient membre du Conseil consultatif.